# Облепиха иволистная
Облепи́ха иволи́стная (лат. Hippophae salicifolia) — деревянистое растение, вид рода Облепиха (Hippophae) семейства Лоховые (Elaeagnaceae). Распространено в средних и восточных Гималаях —  растёт на юге китайского автономного района Синьцзян, в горных районах Индийского субконтинента, Бутане, Индии, Непале.

## Ботаническое описание
Дерево высотой 15 м. Ветви поникшие, колючки отсутствуют. Ствол 30 см в диаметре. Черешок 2—3 мм длиной. Листовые пластинки беловатые, с красно-коричневыми жилками. Листья ланцетной формы, острые, тёмно-зелёного цвета, длина 4,5—8 см, ширина 0,6—1,5 см. Мужские цветки 2,5—4 мм длиной, пыльники 2—2,5 мм. Женские чашечки длиной около 2 мм. Плод — сфалерокарпий жёлтого цвета, длина составляет 5—7 мм, форма круглая.

## Значение и применение
Естественные места обитания — районы с каменистой почвой, часто возле рек и ручьёв. Высота распространения 2 200 — 3 500 м. Человеком облепиха иволистная используется с 1822 года — листья этого растения используются для приготовления чая, а плоды применяют для полировки золота и серебра.